# Блюз Чили
«Блюз Чили» (фр. «C'était le 12 du 12 et Chili avait les blues») — кинофильм режиссёра Шарля Бинаме. Фильм рассказывает историю любви, очень простую, но показанную с необычной точки зрения — мимолётную, но глубоко трогающую встречу.

## Сюжет
В туалете монреальского вокзала, парализованного снежной бурей, продавец пылесосов Пьер-Поль (Рой Дюпюи) находит Чили, симпатичную школьницу с пистолетом во рту. Он хочет помешать ей совершить самоубийство; она хочет свести счёты с жизнью. Эти два незнакомца завоёвывают симпатии друг друга, открываются друг другу, замыкаются снова, хотят друг друга, уступают друг другу, расстаются. Они проживают полную любовную интригу в течение нескольких часов.

## В ролях
- Рой Дюпюи — Пьер-Поль
- Люси Лорье — Чили
- Джоэль Морин — Лили Томассо
- Жюли Деслорье — Катю Барбо
- Фанни Лозье — Пуса
- Мари-Жозе Бержерон — Мария-Стелла
- Эммануэль Билодье — Employé CN
- Пьер Курци — Monsieur CN